# България на зимните олимпийски игри 2018
България участва на зимните олимпийски игри в Пьонгчанг с 21 спортисти – 12 мъже и 9 жени, в шест спорта. Това е 20-о юбилейно участие на страната на зимна олимпиада. Знаменосец на българската група спортисти на церемонията по откриването на игрите е Радослав Янков, а на церемонията по закриването флагът е носен от Йордан Чучуганов.
Най-доброто представяне на игрите записват Александра Жекова, с шесто си място на финала на сноубордкроса при жените и Владимир Зографски, с 14-о си място на финала на нормална шанца при мъжете.

## Състезатели
| Спорт                   | Мъже | Жени | Общо |
| ----------------------- | ---- | ---- | ---- |
| Ски алпийски дисциплини | 2    | 1    | 3    |
| Биатлон                 | 5    | 5    | 10   |
| Ски бягане              | 2    | 1    | 3    |
| Спортни шейни           | 1    | 0    | 1    |
| Ски скокове             | 1    | 0    | 1    |
| Сноуборд                | 1    | 2    | 3    |
| Общо                    | 12   | 9    | 21   |

## Ски алпийски дисциплини
- 3 квоти – две при мъжете и една при жените – Алберт Попов, Камен Златков и Мария Киркова.

Мъже
| Събитие          | Състезател    | 1-во спускане | 1-во спускане | 2-ро спускане | 2-ро спускане | Общо        | Място       | Изоставане  |
| Събитие          | Състезател    | Време         | Място         | Време         | Място         | Общо        | Място       | Изоставане  |
| ---------------- | ------------- | ------------- | ------------- | ------------- | ------------- | ----------- | ----------- | ----------- |
| Слалом           | Алберт Попов  | не финишира   | не финишира   | не финишира   | не финишира   | не финишира | не финишира | не финишира |
| Слалом           | Камен Златков | не финишира   | не финишира   | не финишира   | не финишира   | не финишира | не финишира | не финишира |
| Гигантски слалом | Алберт Попов  | 1:12.39       | 34            | 1:11.21       | 22            | 2:23.60     | 28          | +6.08       |
| Гигантски слалом | Камен Златков | 1:17.65       | 59            | не финишира   | не финишира   | не финишира | не финишира | не финишира |

Жени
| Събитие          | Състезател    | 1-во спускане | 1-во спускане | 2-ро спускане | 2-ро спускане | Общо    | Място | Изоставане |
| Събитие          | Състезател    | Време         | Място         | Време         | Място         | Общо    | Място | Изоставане |
| ---------------- | ------------- | ------------- | ------------- | ------------- | ------------- | ------- | ----- | ---------- |
| Слалом           | Мария Киркова | 54.87         | 41            | 54.14         | 35            | 1:49.01 | 35    | +10.38     |
| Гигантски слалом | Мария Киркова | 1:18.39       | 46            | 1:14.38       | 37            | 2:32.77 | 40    | +12.75     |

## Биатлон
Спрямо класиранията от Световната купа по биатлон през 2016 – 17, България класира отбор от 5 мъже и 5 жени.
Мъже
| Събитие         | Състезател                                                   | Стрелба     | Време   | Място | Изоставане |
| --------------- | ------------------------------------------------------------ | ----------- | ------- | ----- | ---------- |
| Спринт          | Красимир Анев                                                | 2 (1+1)     | 25:08.8 | 37    | +1:30.0    |
| Спринт          | Владимир Илиев                                               | 4 (0+4)     | 25:42.7 | 54    | +2:03.9    |
| Спринт          | Антон Синапов                                                | 3 (2+1)     | 25:47.9 | 56    | +2:09.1    |
| Спринт          | Димитър Герджиков                                            | 4 (2+2)     | 26:47.9 | 81    | +3:09.1    |
| Преследване     | Красимир Анев                                                | 5 (0+0+3+2) | 37:57.9 | 45    | +5:06.2    |
| Преследване     | Владимир Илиев                                               | 7 (1+3+2+1) | 38:08.7 | 46    | +5:17.0    |
| Преследване     | Антон Синапов                                                | 8 (0+1+3+4) | 40:49.1 | 60    | +7:57.4    |
| Индивидуално    | Красимир Анев                                                | 1 (0+0+0+1) | 50:41.8 | 25    | +2:38.0    |
| Индивидуално    | Владимир Илиев                                               | 3 (0+1+1+1) | 50:25.9 | 19    | +2:22.1    |
| Индивидуално    | Антон Синапов                                                | 5 (0+2+0+3) | 54:48.4 | 71    | +6:44.6    |
| Индивидуално    | Димитър Герджиков                                            | 3 (2+0+1+0) | 52:12.0 | 43    | +4:08.2    |
| Щафета 4×7,5 км | Красимир Анев Димитър Герджиков Владимир Илиев Антон Синапов | 16 (6+10)   | LAP     | 16    | -          |

Жени
| Събитие       | Състезател                                                        | Стрелба     | Време     | Място | Изоставане |
| ------------- | ----------------------------------------------------------------- | ----------- | --------- | ----- | ---------- |
| Спринт        | Десислава Стоянова                                                | 5 (2+3)     | 24:54.3   | 76    | +3:48.1    |
| Спринт        | Емилия Йорданова                                                  | 1 (1+0)     | 23:50.0   | 60    | +2:43.8    |
| Спринт        | Даниела Кадева                                                    | 3 (2+1)     | 24:39.2   | 72    | +3:33.0    |
| Спринт        | Милена Тодорова                                                   | 2 (1+1)     | 25:33.6   | 84    | +4:27.4    |
| Преследване   | Емилия Йорданова                                                  | 6 (2+1+3+0) | 37:04.3   | 55    | +6:29.0    |
| Индивидуално  | Десислава Стоянова                                                | 7 (2+2+2+1) | 50:25.9   | 79    | +9:18.7    |
| Индивидуално  | Емилия Йорданова                                                  | 6 (4+0+1+1) | 50:56.3   | 82    | +9:49.1    |
| Индивидуално  | Стефани Попова                                                    | 5 (1+0+2+2) | 50:20.3   | 77    | +9:13.1    |
| Индивидуално  | Даниела Кадева                                                    | 3 (0+0+1+2) | 46:52.7   | 53    | +5:45.5    |
| Щафета 4×6 км | Емилия Йорданова Даниела Кадева Стефани Попова Десислава Стоянова | 11 (4+7)    | 1:14:38.0 | 16    | +2:34.6    |

Смесена щафета
| Събитие        | Състезатели                                                  | Стрелба   | Време     | Място | Изоставане |
| -------------- | ------------------------------------------------------------ | --------- | --------- | ----- | ---------- |
| Смесена щафета | Емилия Йорданова Даниела Кадева Красимир Анев Владимир Илиев | 11 (0+11) | 1:12:31.7 | 17    | +3:57.4    |

## Ски бягане
- 2 квоти при мъжете и 1 при жените

Мъже
Дистанционни гонки
| Събитие               | Състезател       | Резултат    | Място       | Изоставане  |
| --------------------- | ---------------- | ----------- | ----------- | ----------- |
| 15 км свободен стил   | Веселин Цинзов   | 36:17.3     | 36          | +2:33.4     |
| 15 км свободен стил   | Йордан Чучуганов | 40:39.6     | 95          | +6:55.7     |
| 50 км класически стил | Веселин Цинзов   | не финишира | не финишира | не финишира |

Спринт
| Събитие        | Състезател                      | Квалификация   | Квалификация   | Четвъртфинал   | Четвъртфинал   | Полуфинал     | Полуфинал     | Финал         | Финал         |
| Събитие        | Състезател                      | Резултат       | Място          | Резултат       | Място          | Резултат      | Място         | Резултат      | Място         |
| -------------- | ------------------------------- | -------------- | -------------- | -------------- | -------------- | ------------- | ------------- | ------------- | ------------- |
| Спринт         | Веселин Цинзов                  | 3:28.19        | 59             | Не продължава  | Не продължава  | Не продължава | Не продължава | Не продължава | Не продължава |
| Спринт         | Йордан Чучуганов                | 3:32.62        | 68             | Не продължава  | Не продължава  | Не продължава | Не продължава | Не продължава | Не продължава |
| Отборен спринт | Веселин Цинзов Йордан Чучуганов | Не се провежда | Не се провежда | Не се провежда | Не се провежда | 17:38.26      | 12            | Не продължава | Не продължава |

Жени
Дистанционни гонки
| Събитие             | Състезател        | Резултат | Място | Изоставане |
| ------------------- | ----------------- | -------- | ----- | ---------- |
| 10 км свободен стил | Антония Григорова | 29:32.8  | 66    | +4:32.3    |

Спринт
| Събитие | Състезател        | Квалификация | Квалификация | Четвъртфинал  | Четвъртфинал  | Полуфинал     | Полуфинал     | Финал         | Финал         |
| Събитие | Състезател        | Резултат     | Място        | Резултат      | Място         | Резултат      | Място         | Резултат      | Място         |
| ------- | ----------------- | ------------ | ------------ | ------------- | ------------- | ------------- | ------------- | ------------- | ------------- |
| Спринт  | Антония Григорова | 3:59.77      | 66           | Не продължава | Не продължава | Не продължава | Не продължава | Не продължава | Не продължава |

## Спортни шейни
- 1 квота – мъже индивидуално

| Спортист      | Събитие           | Спускане 1 | Спускане 1 | Спускане 2 | Спускане 2 | Спускане 3 | Спускане 3 | Спускане 4    | Спускане 4    | Общо     | Общо  |
| Спортист      | Събитие           | Време      | Място      | Време      | Място      | Време      | Място      | Време         | Място         | Време    | Място |
| ------------- | ----------------- | ---------- | ---------- | ---------- | ---------- | ---------- | ---------- | ------------- | ------------- | -------- | ----- |
| Павел Ангелов | Мъже индивидуално | 51.569     | 37         | 49.449     | 36         | 50.094     | 39         | Не продължава | Не продължава | 2:31.112 | 37    |

## Ски скокове
Владимир Зографски печели квота на 13 януари 2018 година.
| Състезател         | Събитие        | Квалификация | Квалификация | Квалификация | Първи кръг | Първи кръг | Първи кръг | Финал         | Финал         | Финал         | Общо          | Общо          |
| Състезател         | Събитие        | Дистанция    | Точки        | Място        | Дистанция  | Точки      | Място      | Дистанция     | Точки         | Място         | Точки         | Място         |
| ------------------ | -------------- | ------------ | ------------ | ------------ | ---------- | ---------- | ---------- | ------------- | ------------- | ------------- | ------------- | ------------- |
| Владимир Зографски | Нормална шанца | 98,5         | 118,8        | 17 Q         | 101,5      | 106,8      | 23 Q       | 108,5         | 119,7         | 8             | 226,5         | 14            |
| Владимир Зографски | Голяма шанца   | 123,0        | 94,3         | 31 Q         | 119,5      | 105,9      | 35 Q       | не продължава | не продължава | не продължава | не продължава | не продължава |

## Сноуборд
Александра Жекова и Теодора Пенчева при жените и Радослав Янков при мъжете.
Слалом
| Състезател      | Събитие               | Квалификация | Квалификация | Осминафинал    | Четвъртфинал   | Полуфинал      | Финал          | Финал         |
| Състезател      | Събитие               | Време        | Място        | Съперник Време | Съперник Време | Съперник Време | Съперник Време | Място         |
| --------------- | --------------------- | ------------ | ------------ | -------------- | -------------- | -------------- | -------------- | ------------- |
| Радослав Янков  | Мъже гигантски слалом | 1:26.04      | 19           | не продължава  | не продължава  | не продължава  | не продължава  | не продължава |
| Теодора Пенчева | Жени гигантски слалом | 1:38.63      | 27           | не продължава  | не продължава  | не продължава  | не продължава  | не продължава |

Бордъркрос
| Състезател        | Събитие         | Квалификации | Квалификации | Четвъртфинал | Полуфинал | Финал   | Финал |
| Състезател        | Събитие         | Време        | Място        | Позиция      | Позиция   | Позиция | Място |
| ----------------- | --------------- | ------------ | ------------ | ------------ | --------- | ------- | ----- |
| Александра Жекова | Жени бордъркрос | 1:20.23      | 9            | 1 Q          | 3 FA      | 6       | 6     |